# Comando operativo "Ovest"
Il Comando operativo "Ovest" (in ucraino Оперативне командування «Захід»?, Operatyvne komanduvannja «Zachid», unità militare A0796) è un distretto militare delle Forze terrestri ucraine con sede a Rivne, responsabile delle regioni dell'Ucraina occidentale. Il suo territorio di competenza comprende gli oblast' di Volinia, Transcarpazia, Ivano-Frankivs'k, Leopoli, Rivne, Ternopil', Chmel'nyc'kyj e Černivci.

## Storia
In seguito all'indipendenza dell'Ucraina dall'Unione Sovietica vennero ereditati i tre distretti militari sovietici situati sul territorio ucraino: il Distretto militare di Odessa, il Distretto militare di Kiev e il Distretto militare dei Carpazi. Da quest'ultimo nel 1998 venne creato il Comando operativo occidentale (in ucraino Західне оперативне командування?, Zachidne operatyvne komanduvannja, unità militare A3347), comprendente le unità subordinate al 13º Corpo d'armata.

Area di competenza del Comando operativo "Ovest"

Il 16 febbraio 2015 a Rivne venne costituito il Comando operativo "Nord", quarto ente di tale livello ad aggiungersi ai precedenti tre. Il 1 aprile, in seguito alla riorganizzazione delle Forze armate ucraine conseguente allo scoppio della guerra del Donbass, questo venne spostato a Černihiv e Rivne divenne la sede del neonato Comando operativo "Ovest", erede del Comando operativo occidentale sciolto a Leopoli nell'agosto dello stesso anno. I corpi d'armata ucraini vennero sciolti interamente per far confluire tutte le competenze ai comandi regionali.

## Struttura
- 5ª Brigata meccanizzata pesante (Kam"janka-Buz'ka, unità militare A4594)
- 10ª Brigata d'assalto da montagna "Edelweiss" (Kolomyja, unità militare А4267)
- 14ª Brigata meccanizzata "Principe Romano il Grande" (Volodymyr, unità militare А1008)
- 24ª Brigata meccanizzata "Re Danilo" (Javoriv, unità militare А0998)
- 33ª Brigata meccanizzata (Pavlohrad, unità militare A4447)
- 42ª Brigata meccanizzata (Čortkiv, unità militare А4667)
- 44ª Brigata artiglieria "Atamano Danylo Apostol" (Ternopil', unità militare А3215)
- 63ª Brigata meccanizzata (Starokostjantyniv, unità militare А3719)
- 65ª Brigata meccanizzata "Grande Prato" (Staryči, unità militare А7013)
- 68ª Brigata cacciatori "Oleksa Dovbuš" (Ivano-Frankivs'k, unità militare А4056)
- 100ª Brigata meccanizzata (Volinia, unità militare А7028)
- 128ª Brigata d'assalto da montagna "Transcarpazia" (Mukačevo, unità militare А1556)
- 141ª Brigata meccanizzata (Ostroh, unità militare A4808)
- 150ª Brigata meccanizzata (Mala Ljubaša, unità militare A4935)
- 155ª Brigata meccanizzata "Anna di Kiev" (Mala Ljubaša, unità militare A5001)
- 160ª Brigata meccanizzata (Staryči, unità militare A4977)
- 703ª Brigata supporto "Vinnycja" (Sambir, unità militare А3817)
- 39º Reggimento missilistico contraereo (Volodymyr, unità militare А2892)
- 55º Reggimento comunicazioni "Petrokiv" (Rivne, unità militare А1671)
- 53º Battaglione ricognizione (Leopoli, unità militare А4220)
- 55º Battaglione radiotecnico
- 146º Reggimento manutenzione (Zoločiv, unità militare А2562)
- 92º Battaglione anticarro (unità militare A5015)
- 130º Battaglione ricognizione (Dubno, unità militare А1994)
- 182º Battaglione logistico (Berežany, unità militare А1461)
- 224º Battaglione trasporti (Šepetivka, unità militare А2375)
- 305º Battaglione guerra elettronica (Kostopil', unità militare A0532)
- 394º Battaglione sicurezza e servizio (Rivne, unità militare А4240)
- 146º Centro comando e intelligence (Rivne, unità militare А1590)
- Centro regionale di intelligence radioelettronica "Ovest" (Brody, unità militare А0508)
  - 71º Centro REI di manovra (Kovel', unità militare А2042)
  - 84º Centro REI autonomo (Vynohradiv, unità militare А1567)
  - 99º Centro REI autonomo (Serebrija, unità militare А0753)
- 233º Campo di addestramento interforze (Mala Ljubaša, unità militare А4152)

Inoltre il Comando operativo "Ovest" comprende anche nella propria giurisdizione le unità delle Forze di difesa territoriale delle regioni di sua competenza.
- 100ª Brigata di difesa territoriale (Oblast' di Volinia, unità militare А7028)
- 101ª Brigata di difesa territoriale (Oblast' della Transcarpazia, unità militare А7029)
- 102ª Brigata di difesa territoriale (Oblast' di Ivano-Frankivs'k, unità militare А7030)
- 103ª Brigata di difesa territoriale (Oblast' di Leopoli, unità militare А7031)
- 104ª Brigata di difesa territoriale (Oblast' di Rivne, unità militare А7032)
- 105ª Brigata di difesa territoriale (Oblast' di Ternopil', unità militare А7033)
- 106ª Brigata di difesa territoriale (Oblast' di Chmel'nyc'kyj, unità militare А7034)
- 107ª Brigata di difesa territoriale (Oblast' di Černivci, unità militare А7035)
- 125ª Brigata di difesa territoriale (Leopoli, unità militare А7381)

## Comandanti
- Colonnello generale Serhij Černilevs'kyj (1998-1999)
- Colonnello generale Mykola Petruk (2003-2004)
- Tenente generale Mychajlo Kucyn (2004-2010)
- Maggior generale Viktor Hanuščak (2010) ad interim
- Tenente generale Jurij Dumans'kyj (2010-2012)
- Tenente generale Ihor Dovhan' (maggio 2015 - marzo 2017)
- Tenente generale Oleksandr Pavljuk (marzo 2017 - aprile 2020)
- Maggior generale Serhij Šaptala (aprile 2020 - agosto 2021)
- Maggior generale Serhij Litvinov (agosto 2021 - febbraio 2024)
- Brigadier generale Volodymyr Švedjuk (aprile 2024 - in carica)